# Szabó Ottó (labdarúgó, 1955)
Szabó Ottó, (Győr, 1955. december 16. –) válogatott labdarúgó, csatár, edző.

## Pályafutása

### Klubcsapatban
1974-ig a Győri Dózsa labdarúgója volt. 1974 és 1990 között a Rába ETO csapatában 350 bajnoki mérkőzésen 69 gólt szerzett. Tagja volt az 1982 és 1986 között két bajnokságot, két ezüst- és egy bronzérmet szerzett csapatnak. Az 1990-es évek elején az osztrák SVg Wiener Neudorf csapatában fejezte be az aktív labdarúgást.

### A válogatottban
1984-ben 1 alkalommal szerepelt a válogatottban. Kilencszeres ifjúsági válogatott (1972–74, 2 gól), kétszeres olimpiai válogatott (1984–87, 1gól).

## Sikerei, díjai
- Magyar bajnokság
  - bajnok: 1981–82, 1982–83
  - 2.: 1983–84, 1984–85
  - 3.: 1985–86
- Magyar kupa (MNK)
  - győztes: 1979
  - döntős: 1985

## Statisztika

### Mérkőzése a válogatottban
| Magyarország | Magyarország      | Magyarország               | Magyarország | Magyarország | Magyarország | Magyarország | Magyarország | Magyarország |
| #            | Dátum             | Helyszín                   | Hazai        | Eredmény     | Vendég       | Kiírás       | Gólok        | Esemény      |
| ------------ | ----------------- | -------------------------- | ------------ | ------------ | ------------ | ------------ | ------------ | ------------ |
| 1.           | 1984. március 31. | Szabadka, Szpartak Stadion | Jugoszlávia  | 2 – 1        | Magyarország | barátságos   | -            | 62'          |
|              | Összesen          |                            |              | 1            | mérkőzés     |              | 0            | gól          |